# Otto Wilhelm Thomé
Otto Wilhelm Thomé, né en 1840 à Cologne et mort en 1925, est un botaniste allemand qui fut également célèbre en tant qu'illustrateur en publiant son ouvrage illustré Flora von Deutschland, Österreich und der Schweiz in Wort und Bild für Schule und Haus (Flore d'Allemagne, d'Autriche et de Suisse en texte et en image pour l'école et la maison) dont la première édition paraît en quatre tomes avec 571 planches illustrées à Gera en 1885. Les huit tomes suivants de la seconde édition paraissent en 1903 avec la collaboration de Walter Migula.

## Illustrations

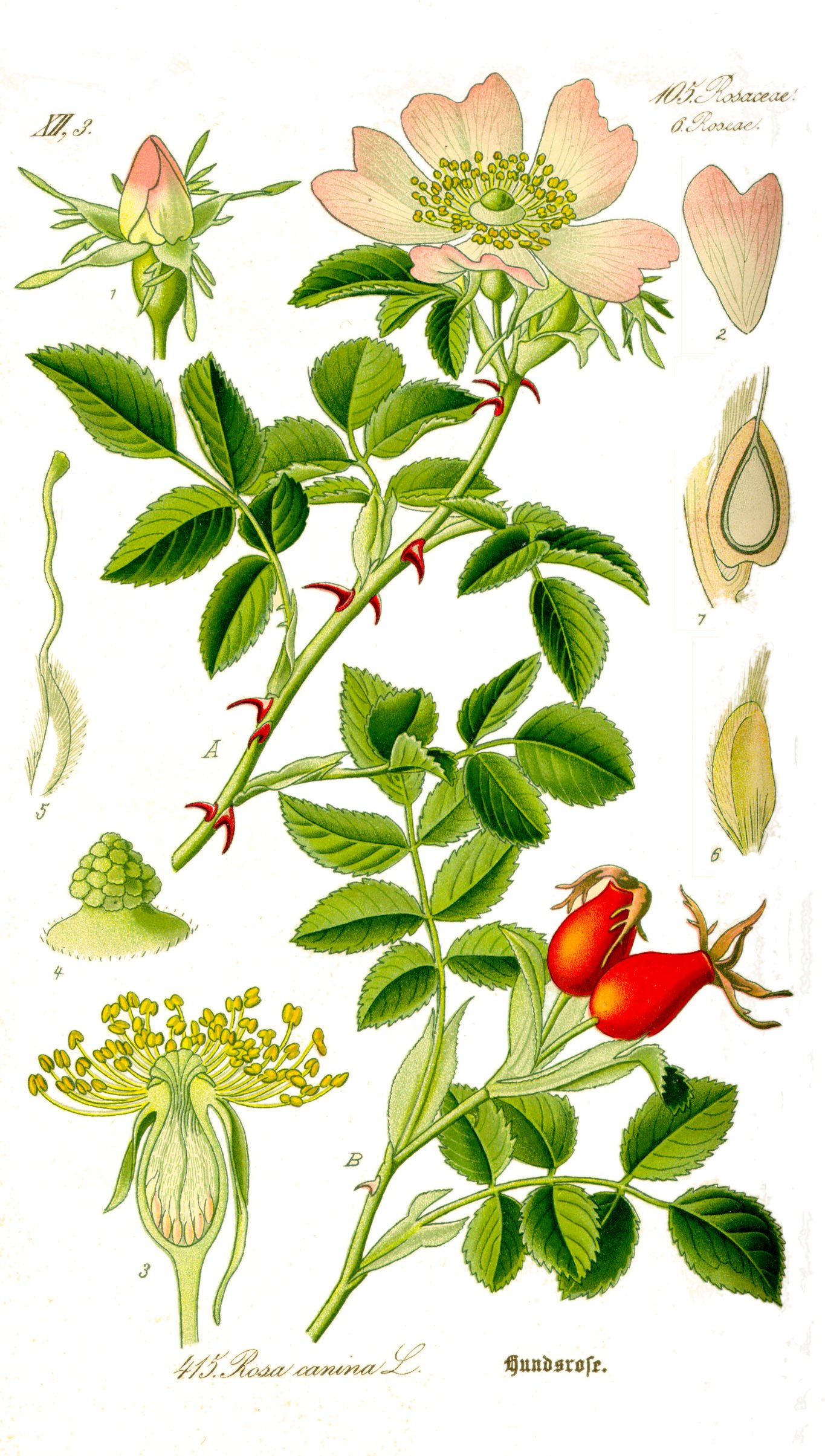
Rosa canina L.
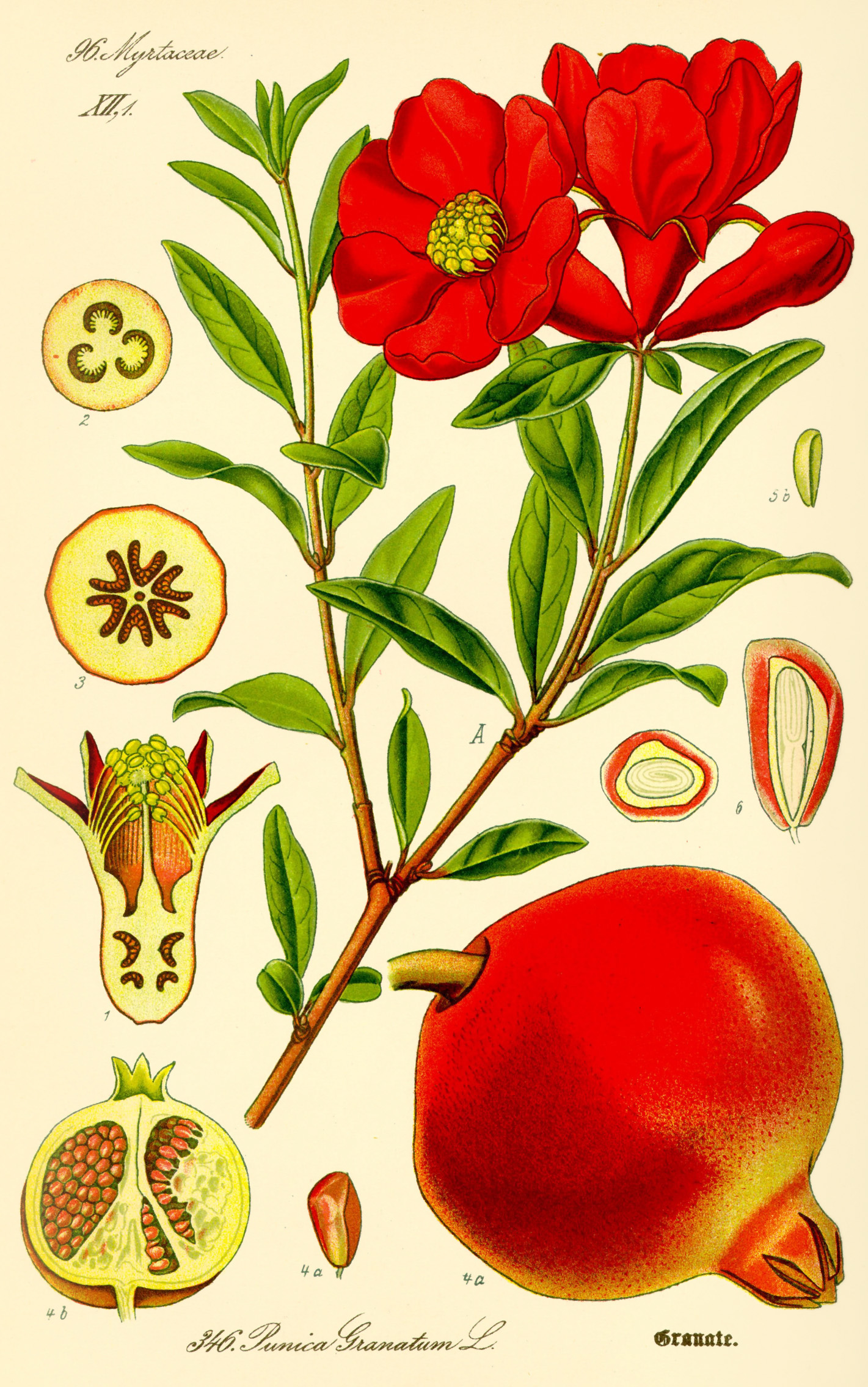
Punica granatum L.
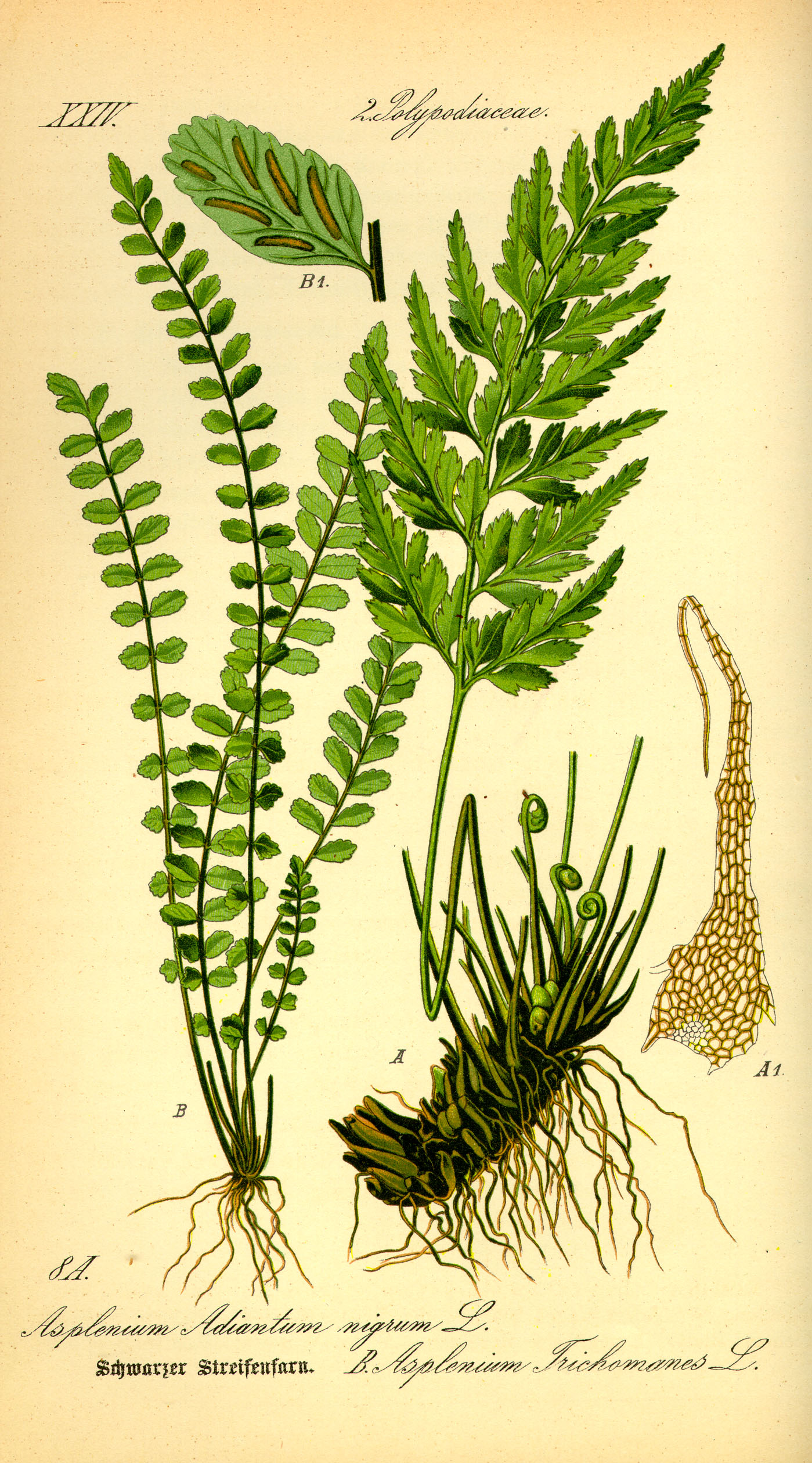
Asplenium trichomanes Thunb.
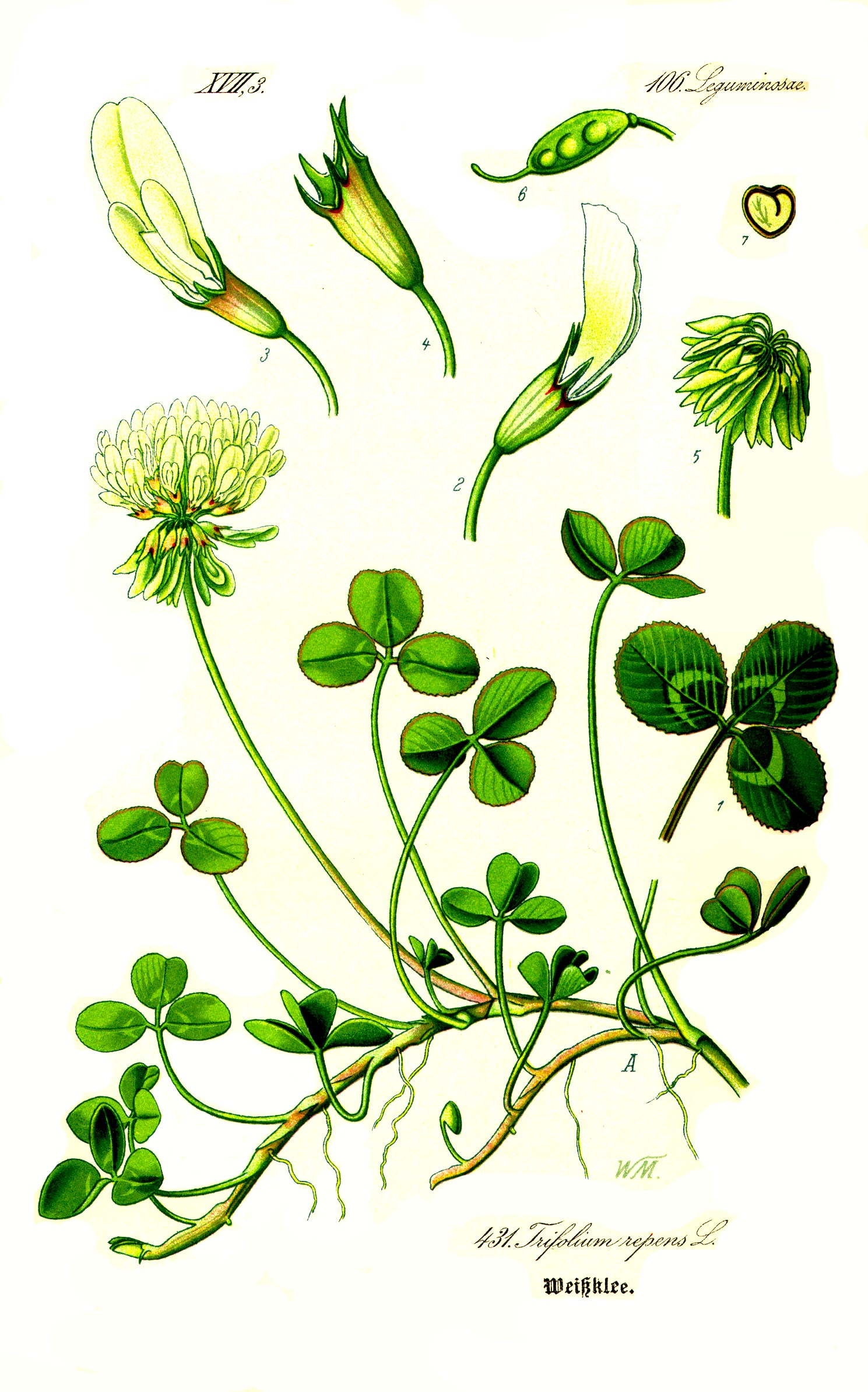
Trifolium repens L.

## Hommages
- (Piperaceae) Peperomia thomeana C.DC.[1]
- (Rubiaceae) Ixora thomeana (K.Schum.) G.Taylor[2]